# Thermoniphas caerulea
Thermoniphas caerulea är en fjärilsart som beskrevs av Henry Stempffer 1956. Thermoniphas caerulea ingår i släktet Thermoniphas och familjen juvelvingar. Inga underarter finns listade i Catalogue of Life.